# ميخائيل جيلكريست
ميخائيل جيلكريست (بالإنجليزية: Michael Gilchrist) هو منافس ألعاب قوى نيوزلندي، ولد في 9 أغسطس 1960.